# Czapla czarna
Czapla czarna (Egretta ardesiaca) – gatunek ptaka z rodziny czaplowatych (Ardeidae), występującego we wschodniej, równikowej i południowej Afryce oraz na Madagaskarze. Nie wyróżnia się podgatunków.

## Morfologia
Upierzenie czarne z charakterystycznym czubem cienkich piór z tyłu głowy. Długość ciała od 42,5 do 66 cm, masa ciała 270–390 g.

## Występowanie
Zasięg występowania
Występuje w Afryce Subsaharyjskiej (poza Kotliną Konga i suchymi obszarami Kalahari i jej okolic) oraz na Madagaskarze.
Środowisko
Rzeki, jeziora, rozlewiska, bagna.

## Pożywienie
Żywi się głównie rybami, ale zjada także inne stworzenia wodne – skorupiaki, owady. Poluje w charakterystyczny sposób, brodzi w wodzie rozkładając skrzydła nad wodą, by w ich cieniu lepiej wycelować w ofiarę.

## Rozród

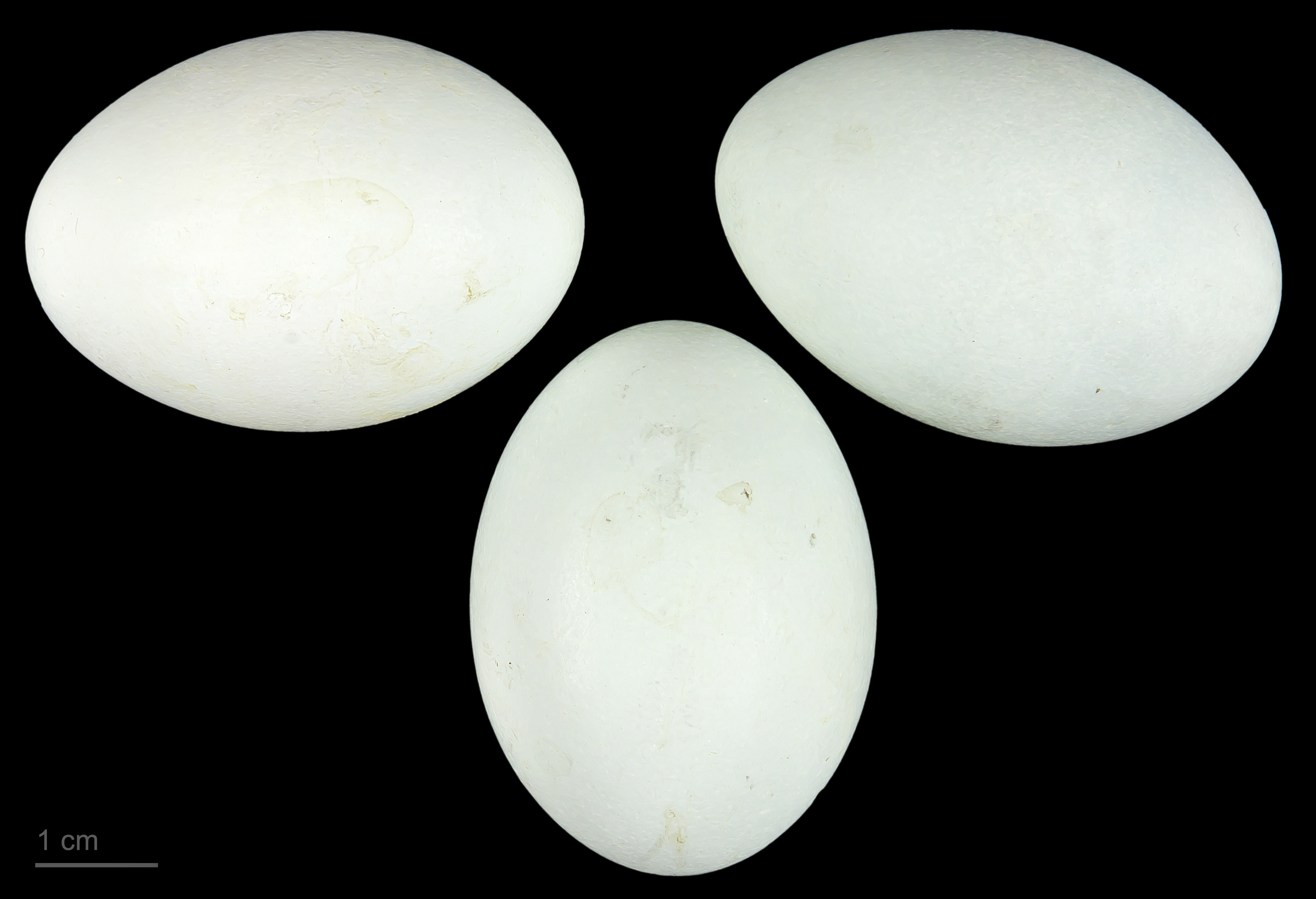
Jaja z kolekcji muzealnej

Czapla czarna gnieździ się na początku okresu pory deszczowej w jednogatunkowych lub mieszanych koloniach, liczących od 5 do 50, a nawet do 100 gniazd, czasem jeszcze więcej. Gniazdo to wytrzymała konstrukcja zbudowana z patyków, gałązek, korzeni i traw. Zwykle znajduje się na wysokości 1–6 m, umieszczone jest na drzewie, krzewie lub w szuwarach, zawsze w pobliżu wody lub nad wodą. Jaja, w liczbie 2–4, są bladoniebieskie lub szarawoniebieskie, ich wysiadywaniem zajmują się oboje rodzice przez 18–30 dni. Pisklęta wykluwają się w różnych odstępach czasu w ciągu około tygodnia, rodzą się niedołężne i ślepe, a rodzice karmią je zwracanym pokarmem. Z racji różnic w czasie wyklucia, najstarsze i największe pisklę dostaje zwykle więcej pokarmu, niektóre późno wyklute pisklęta nie przeżywają.

## Status
IUCN uznaje czaplę czarną za gatunek najmniejszej troski (LC, Least Concern) nieprzerwanie od 1988 roku. Ze względu na brak istotnych zagrożeń oraz dowodów na spadki liczebności BirdLife International uznaje trend liczebności populacji za stabilny.